# Fash Moskee
De Fash Moskee (Arabisch: مسجد الفسح), of Masjid Uhud, is een kleine moskee onder de berg Uhud, onder de grot, in Medina, Saoedi-Arabië. Er zijn enkele verslagen van de profeet Mohammed die het middaggebed vervulde op de dag van de Slag bij Uhud na de slag. De constructie is al verwoest en er zijn nog maar weinig overblijfselen van de oost-, west- en zuidmuur en de mehrab mujawwaf die nog zichtbaar is. Het gebouw is nu omgeven door een ijzeren hek om de duurzaamheid te bewaken. Het ligt op 4,5 km van de Moskee van de Profeet.